# Sonja Claesson
Sonja Claesson (1 de mayo de 1901 - 14 de diciembre de 1975) fue una actriz teatral y cinematográfica de nacionalidad sueca.

## Biografía
Su nombre completo era Sonja Maria Claesson, y nació en Noruega. 
Estuvo casada con el actor y cantante Jean Claesson (1882–1951) entre 1925 y 1938. Tras un tiempo relativamente corto dedicado a la actuación, ella decidió trabajar como secretaria.
Sonja Claesson falleció en la residencia para actores Höstsol, en el Municipio de Täby, en el año 1975.

## Filmografía
- 1932 : Värmlänningarna
- 1932 : Muntra musikanter
- 1933 : Den farliga leken
- 1934 : Anderssonskans Kalle
- 1934 : Karl Fredrik regerar
- 1934 : Simon i Backabo
- 1934 : Sången till henne
- 1934 : Uppsagd
- 1935 : Ebberöds bank
- 1935 : Under falsk flagg
- 1935 : Ungkarlspappan
- 1936 : Annonsera!
- 1937 : Klart till drabbning

## Teatro
- 1926 : I fruntimmersveckan, de Gran, dirección de Willi Wells, Södermalmsteatern[2]
- 1926 : Farliga kvinnor, de Gran, Södermalmsteatern[3]
- 1927 : Stolla-Britta, de Albin Erlandzon, Södermalmsteatern[4]
- 1930 : Årgång 30, de Jens Locher, dirección de Tollie Zellman, Teatern vid Sveavägen[5]
- 1931 : Dunungen, de Selma Lagerlöf, dirección de Gustaf Linden, Skansens friluftsteater[6]
- 1936 : Härmed hava vi nöjet, de Kar de Mumma, Karl-Ewert y Alf Henrikson, dirección de Harry Roeck-Hansen, gira[7]